# Mărvodol, Kiustendil
Mărvodol (în bulgară Мърводол) este un sat în comuna Nevestino, regiunea Kiustendil,  Bulgaria. 

## Demografie
Componența etnică a satului Mărvodol
     Bulgari (100%)
     Nicio identificare (0%)
     Altele (0%)
La recensământul din 2011, populația satului Mărvodol era de 53 locuitori. Din punct de vedere etnic, toți locuitorii erau bulgari.